# 高山上的蘋果
《高山上的蘋果》（日语：高嶺の林檎）是日本女子偶像團體NMB48的第9張單曲唱片，於2014年3月26日由吉本R&C以「laugh out loud! records」的品牌發行。本單曲的首週銷量達40.7萬張，比姊妹團體SKE48的同期作品《未來是什麼？》（首週39.8萬張）多近一萬張，是NMB48成立以來第一張首週銷量擊敗SKE48的單曲。

## 簡介
《高山上的蘋果》是NMB48繼第8張單曲《大蔥鴨們》（カモネギックス）發行後，間格約5個月才發行的單曲。與前作同樣，採一張單曲多版本發行的方式上市，包括Type-A、Type-B與Type-C三個普通版本，與指定由角川書店專營網路銷售的關係企業chara-ani限量銷售的劇場版共4種型式，其中。三個普通版的主打A面曲與第一B面曲曲目相同，主要的差異在第二B面曲與DVD中的收錄影片之不同，至於劇場版則是只有在單曲發行初期限時限量發行。如同NMB48单曲一直以來的慣例，三版本中的三首第二B面曲，分別是由「白組」「紅組」與「難波鐵砲隊」三個小分隊負責演唱。
在單曲上架初期Type-A、-B、-C三個版本除了標準發行的版本外，也存在只有在單曲剛上市時限量發行的初回發行限定版，其與一般版在主要的CD與DVD內容上並沒有不同，但在包裝中額外附贈了包括「NMB48 重温时间 最佳曲目50 2014」（NMB48 Request Hour Setlist Best50 2014）演唱會的投票券在內的特典（特別贈品）。
包括單曲、搭配的B面曲、演唱各曲的分組成員名單及各版本的收錄內容，都是在2014年2月28日的NMB48研究生公演中首度公開，並同時在官方網站上公布。

## 版本與收錄內容

### Type-A
收錄了白組演唱曲《舞會上的戀人》的Type-A，其唱片封面是由白組隊長山本彩帶頭的8名單曲選拔組成員成員共同拍攝，名單包括小笠原茉由、澀谷凪咲、上西惠、高野祐衣、谷川愛梨、矢倉楓子、山本彩與吉田朱里。
此版本的收錄內容包括：
CD
1. 《高山上的蘋果》（高嶺の林檎）（曲長4分38秒）
2. 《整週全都是星期一的話也不錯》（一週間、全部が月曜日ならいいのに…）（曲長4分29秒）
3. 《舞會上的戀人》（プロムの恋人，白組演唱曲）（曲長4分37秒）
4. 《高山上的蘋果》純配樂（off vocal）版
5. 《整週全都是星期一的話也不錯》純配樂版
6. 《舞會上的戀人》純配樂版

DVD
1. 《高山上的蘋果》MV
2. 《高山上的蘋果》舞蹈版（Dance Ver.）MV
3. 《舞會上的戀人》MV
4. 特典影片：「長舌組」（おしゃべり組）前編

主要由小笠原茉由、門脇佳奈子、岸野里香、木下百花、日下木之实、久代梨奈、小谷里歩这几位成员参演，另外一同參與演出的還有中川家剛、岡田信行、川田廣樹等幾位吉本興業旗下的搞笑艺人。
初回發行限量特典
1. 演唱會「NMB48重温时间 最佳曲目50 2014」投票券：“重温时间 最佳曲目”是48集團慣例的年度演唱活動之一，其特色是演唱會中表演的歌曲全是由歌迷投票決入選名單與表演順序。
2. 全國握手會參加券
3. 交换卡（Trading Card）：唱片中附贈的交換卡實際上是一種供歌迷交換與收集、附有成員姓名的生寫真（未經影像處理過的形象照）。每張唱片都是自16種不同設計的卡片中隨機抽選一張附入包裝中，但因為Type-A、-B、-C各有不同的卡片設計，因此實際上共有48種造型存在。

### Type-B
收錄了紅組演唱曲《打水漂》的Type-B，其唱片封面是由紅組隊長渡邊美優紀帶頭的8名單曲選拔組成員成員共同拍攝，名單包括市川美織、加藤夕夏、小谷里歩、白間美瑠、村瀨紗英、藪下柊、山田菜菜與渡邊美優紀。
此版本的收錄內容包括：
CD
1. 《高山上的蘋果》
2. 《整週全都是星期一的話也不錯》
3. 《打水漂》（水切り，紅組演唱曲）（曲長4分11秒）
4. 《高山上的蘋果》純配樂版
5. 《整週全都是星期一的話也不錯》純配樂版
6. 《打水漂》純配樂版

DVD
1. 《高山上的蘋果》MV
2. 《高山上的蘋果》舞蹈版MV
3. 《打水漂》MV
4. 特典影片：「長舌組」後編

初回發行限量特典
1. 演唱會「NMB48 重温时间 最佳曲目50 2014」投票券
2. 全國握手會參加券
3. 交换卡

### Type-C
收錄了難波鐵砲隊演唱曲《去爬山吧》的Type-C，其唱片封面是由澀谷凪咲、白間美瑠、矢倉楓子、藪下柊與吉田朱里5人共同拍攝。
此版本的收錄內容包括：
CD
1. 《高山上的蘋果》
2. 《整週全都是星期一的話也不錯》
3. 《去爬山吧》（山へ行こう，難波鐵砲隊其之五演唱曲）（曲長4分51秒）
4. 《高山上的蘋果》純配樂版
5. 《整週全都是星期一的話也不錯》純配樂版
6. 《去爬山吧》純配樂版

DVD
1. 《高山上的蘋果》MV
2. 《高山上的蘋果》舞蹈版MV
3. 《去爬山吧》MV
4. 特典影片：NMB48 feat.吉本新喜劇（日语：吉本新喜劇） 第8集

初回發行限量特典
1. 演唱會「NMB48 重温时间 最佳曲目50 2014」投票券
2. 全國握手會參加券
3. 交换卡

### 劇場版
限量發行、只能在網路上訂購的劇場版是唯一一個同時收錄白組與紅組演唱曲的版本，雖然此版本並不附DVD，但卻較其他版本多收錄了一首歌曲。劇場版的封面是NMB48的兩位王牌、山本彩與渡邊美優紀的合照。
此版本的收錄內容包括：
CD
1. 《高山上的蘋果》
2. 《舞會上的戀人》（白組演唱曲）
3. 《打水漂》（紅組演唱曲）
4. 《雨傘不需要》（傘はいらない）（曲長4分14秒）
5. 《高山上的蘋果》純配樂版
6. 《整週全都是星期一的話也不錯》純配樂版
7. 《去爬山吧》純配樂版
8. 《雨傘不需要》純配樂版

## 歌曲與選拔成員
以下所提及的成員所屬分隊都是以單曲唱片發行的時間點為準，除了已经宣布毕业的岛田玲奈与正在休养中的山内翼（山内つばさ）之外，包括研究生与经由“AKB48第1次选秀大会”加入的选秀生在內的所有成員都至少參與了一首以上的歌曲錄製。

### 高山上的蘋果
主打A面曲《高山上的蘋果》（高嶺の林檎）是一首由製作人秋元康作詞、田中俊亮作曲、武藤星児编曲。以學校中的天文社作為MV題材的作品。此曲名義上是以山本彩作為center（中央位置）成員，但實際上MV中的舞蹈隊形大都採以山本與渡邊美優紀為核心的對稱編組方式進行。參與此曲錄音與MV拍攝的選拔組成員包括了：
- Team N：市川美織、小笠原茉由、小谷里歩、上西惠、白間美瑠、山本彩、吉田朱里、渡邊美優紀
- Team M：高野祐衣、谷川愛梨、矢倉楓子、村瀨紗英、山田菜菜（山田菜々）
- Team BII：加藤夕夏、薮下柊
- 研究生：澀谷凪咲

在所有進入選拔的成員之中，只有村瀨紗英與澀谷凪咲兩人是第一次參與主打歌曲演唱的新面孔。

### 整週全都是星期一的話也不錯
除了劇場版之外，三個普通發行版本中皆有收錄的第一B面曲《整週全都是星期一的話也不錯》（一週間、全部が月曜日ならいいのに…）是由秋元康作詞，老牌樂團THE ALFEE的主唱兼吉他手高見澤俊彥作曲，生田真心负责编曲的歌曲。这首歌的演唱成员包括了NMB48的研究生和经由“AKB48第1次选秀大会”加入的选秀生，具体的演唱名单如下：
- Team N：須藤凜凜花（須藤凜々花）
- Team M：武井紗良
- Team BII：磯佳奈江、内木志
- 研究生：明石奈津子、石田優美、鵜野瑞希（鵜野みずき）、大段舞依、川上千尋、澀谷凪咲、嶋崎百萌香[註 1]、城惠理子、高山梨子、照井穂乃佳、中川紘美[註 1]、中野麗来、西澤瑠莉奈、松岡知穂、松村芽久未、三浦亞莉沙、森田彩花、山尾梨奈

### 舞會上的戀人
收錄在Type-A與劇場版兩版本中的B面曲《舞會上的戀人》（プロムの恋人）一曲是此唱片中的白組演唱曲，歌曲由秋元康作詞，负责作曲的為小泽正澄；至于负责编曲的则为若田部誠。一如傳統是由山本彩領軍的白組，包含了以下12名成員：
- Team N：門脇佳奈子、岸野里香、木下春奈、山本彩
- Team M：沖田彩華、村上文香、矢倉楓子、山岸奈津美
- Team BII：石塚朱莉、井尻晏菜、上枝惠美加
- 研究生：大段舞依

### 打水漂
收錄在Type-B與劇場版兩版本中的B面曲《打水漂》（水切り）一曲是紅組演唱曲，歌曲由秋元康作詞，负责作曲的為大神良康；至于负责编曲的则为野中MASA雄一，如同上張单曲，紅組仍然是由渡邊美優紀負責領軍。參與的成員包含了下面12人：
- Team N：近藤里奈、山口夕輝、渡邊美優紀
- Team M：川上禮奈、木下百花、三田麻央、山田菜菜、與儀凱拉（與儀ケイラ）
- Team BII：日下木之實（日下このみ）、久代梨奈
- 研究生：三浦亞莉沙、山尾梨奈

### 去爬山吧
只有Type-C收錄的B面曲《去爬山吧》（山へ行こう）是小分隊難波鐵砲隊的演唱曲，歌曲由秋元康作詞，负责作曲的為chalaza；至于负责编曲的则为野中MASA雄一。成員組成一向不固定的難波鐵砲隊這次已經是第五次登場，因此命名為「難波鐵砲隊其之伍」。此次的鐵砲隊是由8名成員組成，並由名單中唯一有入圍單曲選拔組的白間美瑠擔任center。歌曲的MV劇情是圍繞在一個與難波鐵砲隊的center和念珠有關的都市傳說展開，因此第一代難波鐵砲隊的center小谷里步也參與了部分劇情的演出。
難波鐵砲隊其之伍的成員包括了：
- Team N：白間美瑠、西村愛華、林萌萌香（林萌々香）
- Team BII：赤澤萌乃、太田夢莉、室加奈子
- 研究生：川上千尋、中野麗來

### 雨傘不需要
只有剧场盘收錄的B面曲《雨傘不需要》（傘はいらない）是一首僅有限量發行的劇場盤才有收錄的新歌，由所有未能入選單曲選拔組、白組、紅組與難波鐵砲隊的成員所共同演唱。歌曲由秋元康作詞。演唱成员名单如下：
- Team N：古賀成美、須藤凜凜花
- Team M：東由樹、武井紗良
- Team BII：植田碧麗、黒川葉月、河野早紀、小林莉加子、磯佳奈江、内木志
- 研究生：明石奈津子、石田優美、鵜野瑞希、嶋崎百萌香[註 1]、城惠理子、高山梨子、照井穂乃佳、中川紘美[註 1]、西澤瑠莉奈、松岡知穂、松村芽久未、森田彩花

## 外部連結
- NMB48官方網站單曲介紹頁 （页面存档备份，存于）（日語）
- NMB48官方頻道
  - YouTube上的《高山上的蘋果》精簡版MV
  - YouTube上的《舞會上的戀人》精簡版MV
  - YouTube上的《打水漂》精簡版MV
  - YouTube上的《去爬山吧》精簡版MV
- 單曲宣傳街宣車
  - YouTube上的在澀谷行走的《高山上的蘋果》街宣車